# Ауршвальд (герб)
Ауршвальд (Арушвальд, Ауерсвальд, пол. Aurszwald, Aruszwald, Auerswald) - шляхетський герб прусського походження.

## Опис герба
У чорному полі два срібних лева, що йдуть, у профіль. Клейнод: над шоломом без вінця чорна голова зубра. Чорний намет, підбитий золотом. 

## Найдавніші згадки
Привезений з Німеччини у 16 столітті . 

## Геральдична родина
Ауршвальд (Арушвальд, Ауерсвальд, пол. Aurszwald - Aruszwald - Auerswald).

## Зовнішні посилання
- Герб Aurszwald на вебсайті Dynastical Genealogy